# Doderia tyrrhena
Doderia tyrrhena är en mångfotingart som beskrevs av Karl Wilhelm Verhoeff 1943. Doderia tyrrhena ingår i släktet Doderia och familjen Doderiidae. Inga underarter finns listade i Catalogue of Life.